# Baziaș
Baziaș (serb. Базијаш) – wieś w Rumunii, w okręgu Caraș-Severin, w gminie Socol. W 2011 roku liczyła 61 mieszkańców. 